# Sittou Raghadat Mohamed
Sittou Raghadat Mohamed, född 1952, är en komorisk politiker och kvinnorättsaktivist. Hon blev 1991 den första kvinnliga ministern på Komorerna. 
Hon utnämndes 1991 till kvinnominister, och var även socialminister 1991-1996. Hon var den första kvinna som utnämndes till ett högt politiskt ämbete på Komorerna. 